# سفارة أذربيجان في الأردن
سفارة أذربيجان في الأردن هي أرفع تمثيل دبلوماسي لدولة أذربيجان لدى الأردن. تقع السفارة في وهي تهدف لتعزيز المصالح الأذربيجانية في الأردن.

## وصلات خارجية
- قائمة سفارات أذربيجان
- قائمة السفارات في الأردن